# Motýlek (oděvní doplněk)

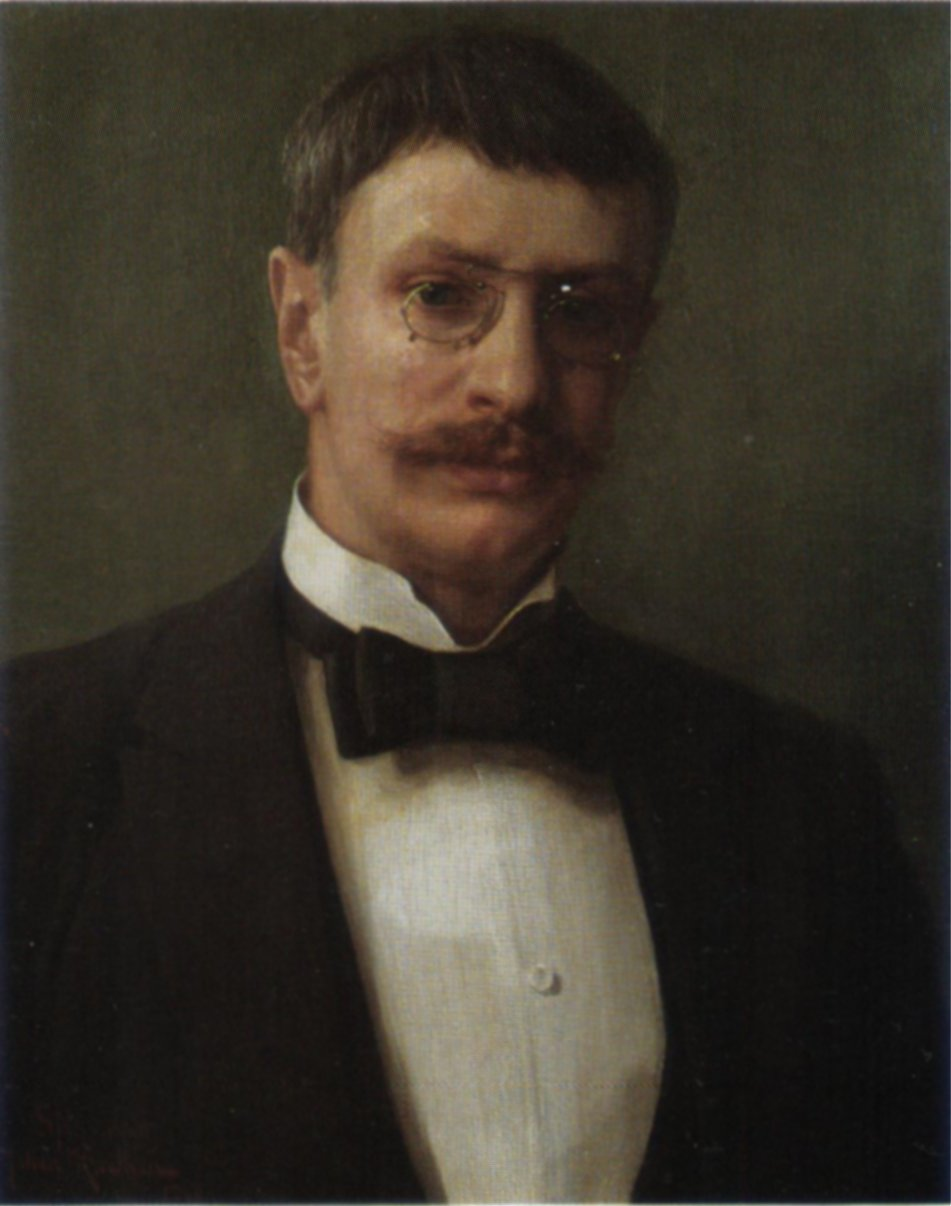
Johan Krouth ve frakové košili a motýlku

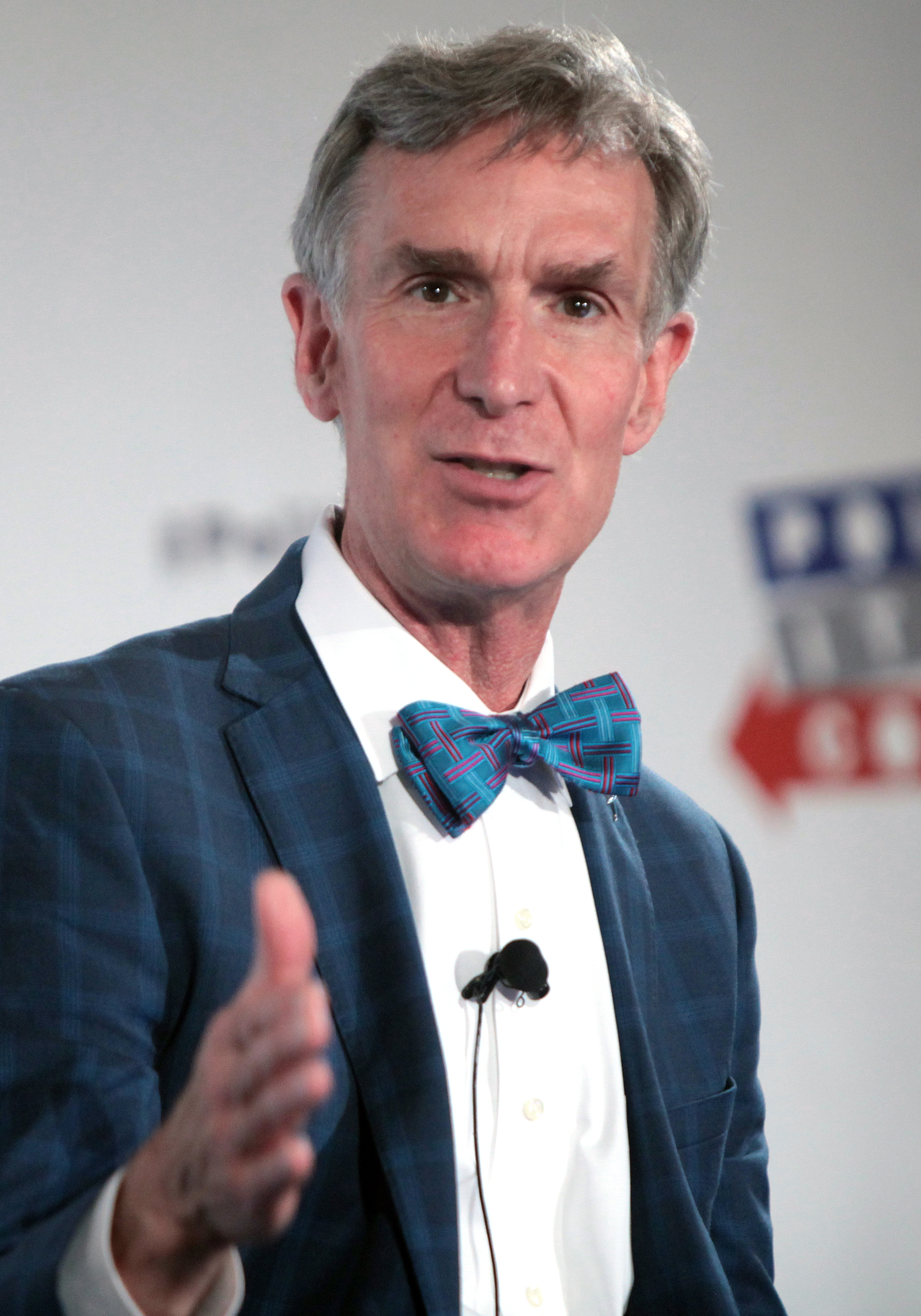
Populizátor vědy Bill Nye.

Motýlek je doplněk společenského či formálního oděvu. Nosí se uvázaný na krku – kolem límečku košile. Je vhodný pro všechny příležitosti, pro které je vhodná kravata; o trochu méně častější je v byznyse a naopak o trochu více na kulturních akcích. Muži jej nosí už přibližně čtyři století.
Motýlek je tradičně doplněk pánského oblékání, ale před několika desetiletími se dostal i do dámské módy (kde však soupeří se šátky a ascoty); lze sehnat i motýlky pro děti.
Doporučená délka motýlku by měla odpovídat vzdáleností mezi okraji obočí.

## Příležitosti nošení
Pro večerní formální obleky, tedy frak nebo smoking, je motýlek předepsanou součástí a to (podle typu události – black tie event, white tie event) striktně černé nebo bílé barvy. Nejčastěji se nosí na plesy a taneční kursy, či bývají součástí pracovních uniforem číšníků, krupiérů a podobných profesí. Častěji jej také nosí akademici, uvaděči, zápasoví rozhodčí, operní zpěváci, dirigenti, hudebníci big bandů a vážné hudby, je součástí i některých uniforem. Motýlky (jiných barev, vzorů, materiálů) ale mohou být součástí i poloformálního, dokonce i volnočasového oblečení.

## Rozdělení
Vázaný motýlek je historicky starší, klasičtější a formálnější podobou motýlka. Je tvořen buď jediným kusem látky (poté je ale určen jen na jeden konkrétní obvod krku) nebo je po svém obvodu opatřen sponou, pomocí níž jde upravit jeho délku. Jeho tvar je symetrický, uprostřed užší pás, na koncích rozšířený ve tvaru jedné a půl vlny. Typický vázaný motýlek široký zhruba 7 cm v nejširším místě, 2-3 cm podél krku a jeho délka se pohybuje kolem 85 cm. Okraje má nejčastěji buď rovné, kulaté nebo do mírné špičky v tupém úhlu. Obě strany vázaného motýlka bývají stejně kvalitní, protože po uvázání je ta „rubová“ v určitých místech vidět. Tento typ motýlku není symetrický.
Předvázaný motýlek je tvořen předem uvázaným nebo ušitým uzlem (či jeho napodobeninou), který je připevněn na pásku, jenž nemusí být ze stejného materiálu jako uzel, nebo sponkou, kterou se připíná na košili. Na rozdíl od vázaného motýlku též nemusí být stejné konstrukce – tedy ne dvouvrstvý ale jen v podobě látkového obdélníčku uprostřed stáhnutým stuhou. Nejen z toho důvodu předvázaný motýlek není vhodné nosit s tzv. frakovou košilí; též pro ty nejslavnostnější situace se doporučuje zvolit vázaný motýlek. Naopak, hodí se jako součást poloformálního a tzv. kreativního stylu a/nebo jako módní výstřelek (zejména v aktuálně populární jiné-než-látkové formě).
Angličtina mimo označení bow-tie jako všeobecný pojem používá ještě slova semi-butterfly pro motýlky klasických velikostí, butterfly pro vysoké motýlky a bat-wing pro nízké motýlky nebo vázané motýlky bez vlkového rozšíření. String tie označuje vázaný motýlek s prodlouženými konci – přecházející do podoby mašle; ten je typický pro jižanské státy USA a Mexiko.

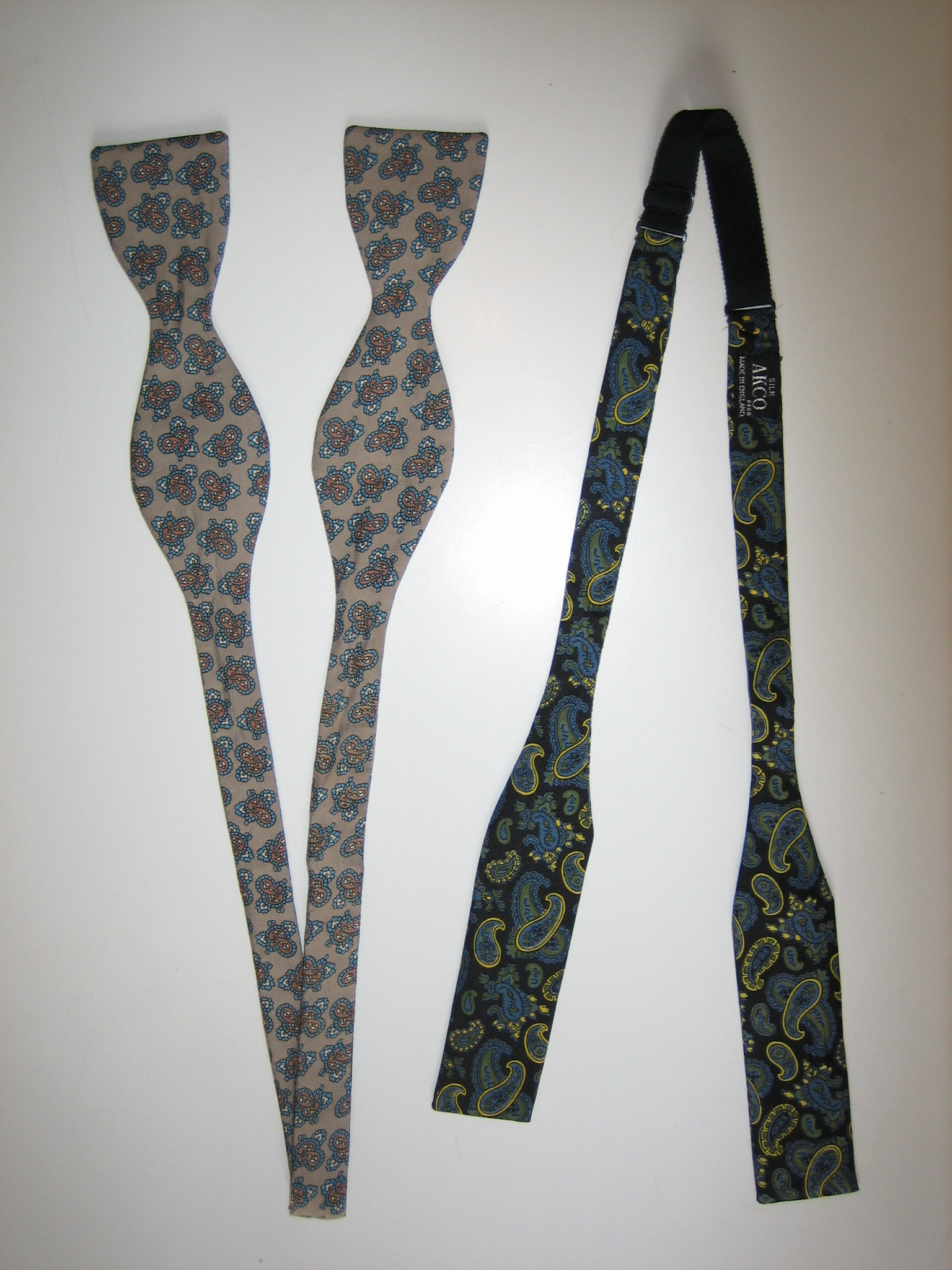
Hedvábné vázané motýlky se vzorem a různým tvarem
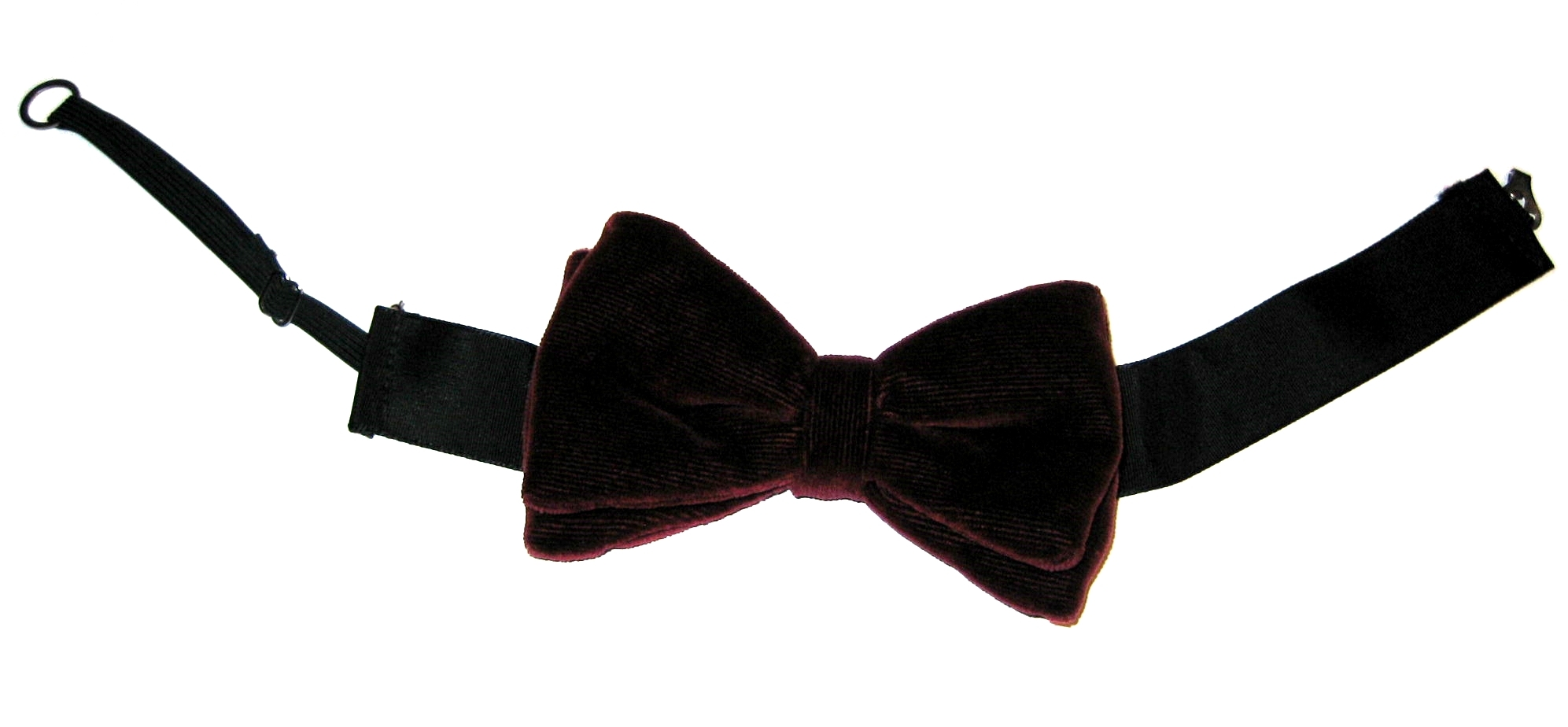
Předvázaný motýlek
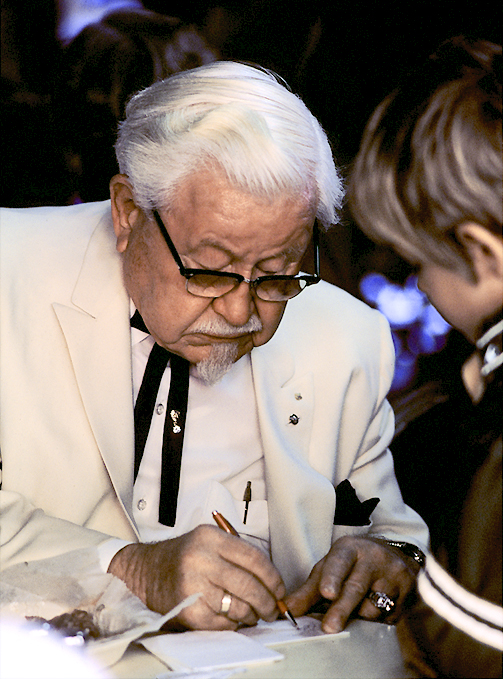
String tie
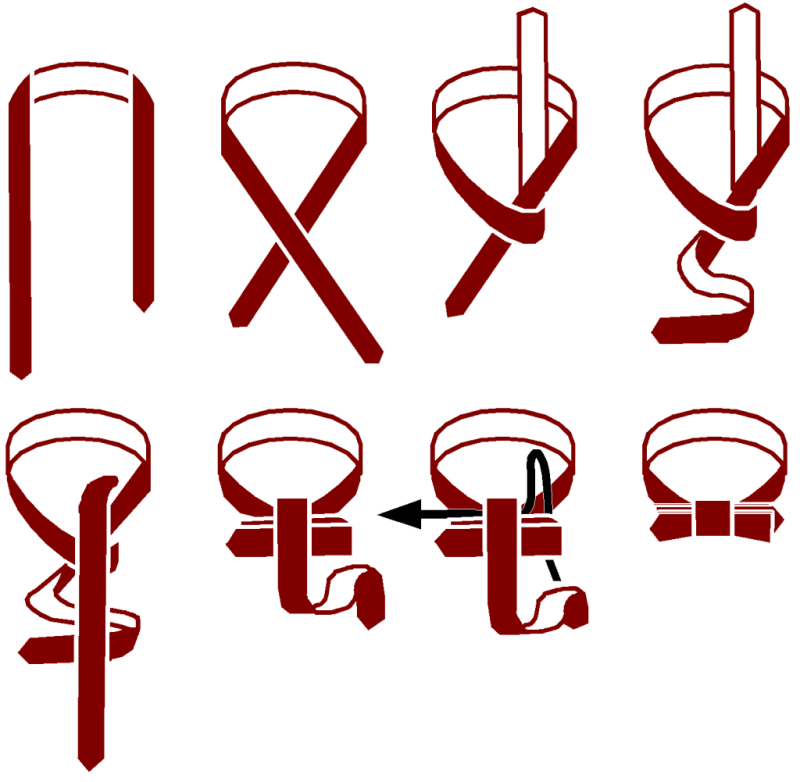
Vázání klasického motýlka, verze první
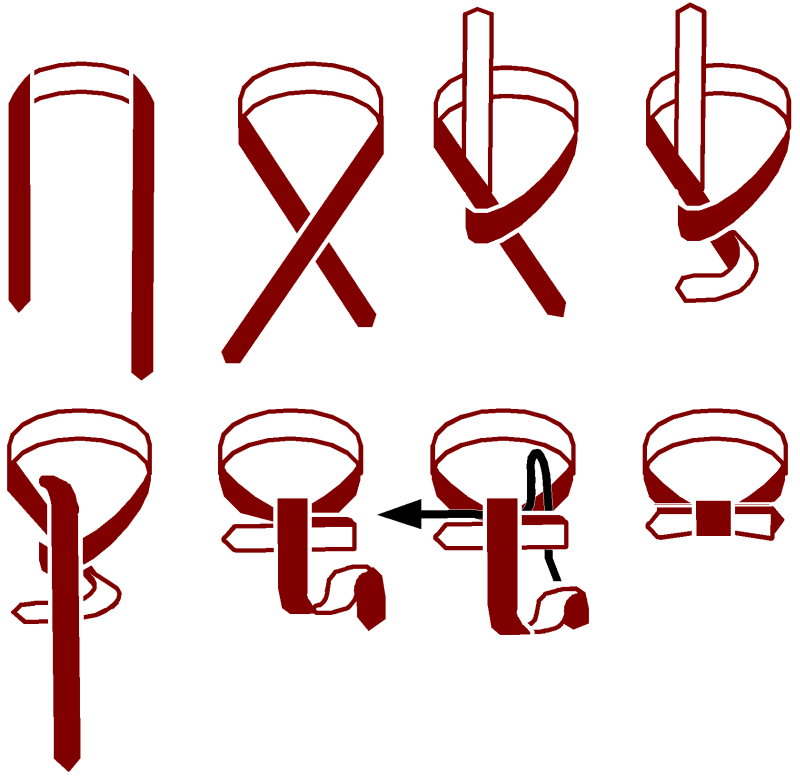
Vázání klasického motýlka, verze druhá
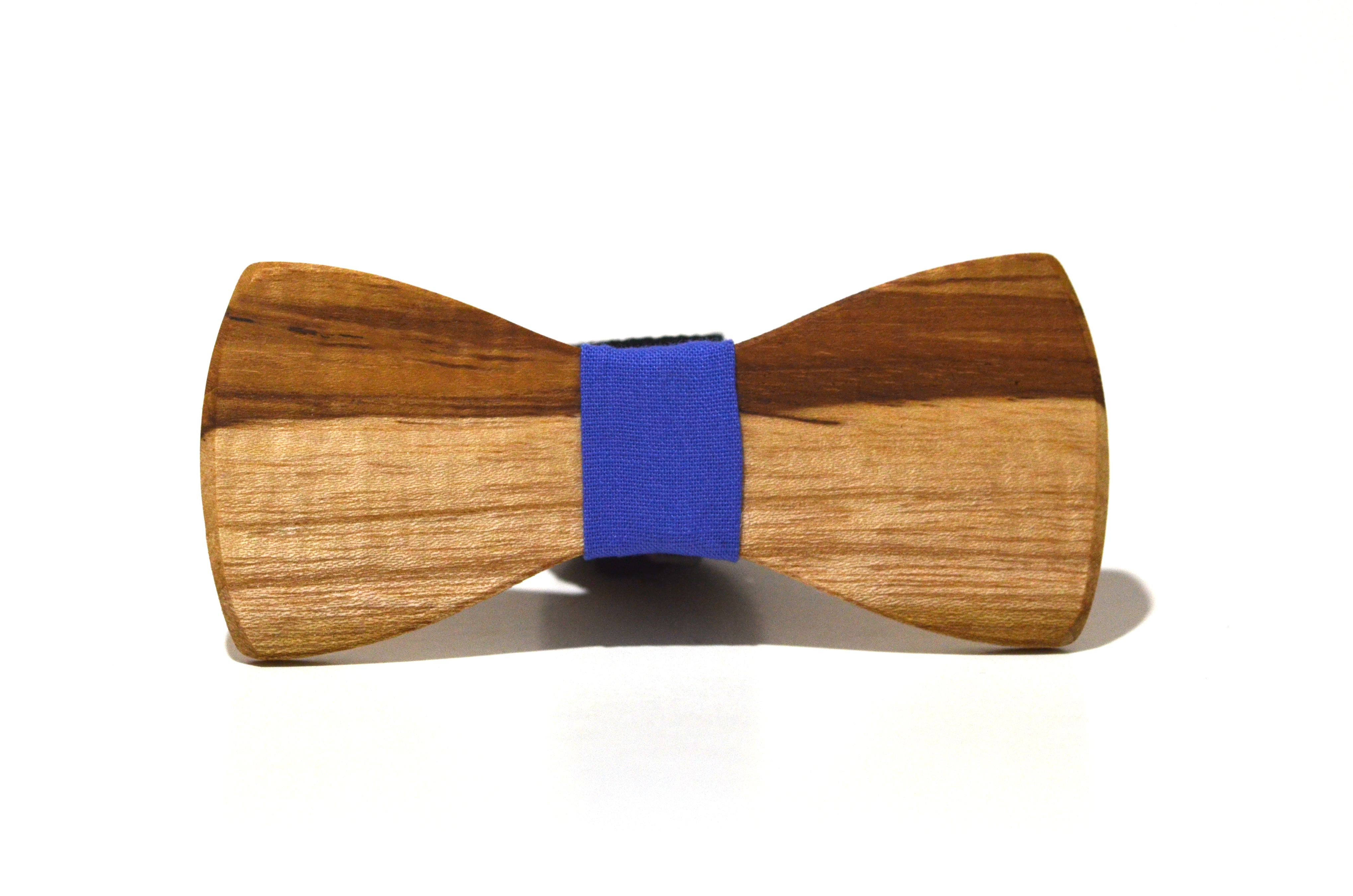
Dřevěný motýlek

## Materiál
- látky (textilie)
  - polyesterová vlákna (u levnějších),
  - bavlna,
  - hedvábí, (doporučený materiál na nejslavnostnější příležitosti)
  - satén
  - (méně často) úpletová vlna
- dřevo[3]
- sklo[4]
- papír[5]
- kov nebo raritně i jiné materiály